# Абинск
Абинск (рус. Абинск) град је на југу европског дела Руске Федерације. Налази се у југозападном делу Краснодарске покрајине и административно припада њеном Абинском рејону чији је уједно и административни центар.
Према подацима националне статистичке службе РФ за 2017, у граду је живело 37.749 становника.

## Географија
Град Абинск се налази у југозападном делу Краснодарске покрајине. Смештен је на југозападном ободу алувијалне Закубањске равнице, односно на месту где равица постепено прелази у брежуљкасто подручје северне подгорине Великог Кавказа, на надморској висини од око 40 метара. Кроз град протиче река Абин, притока вештачког Варнавинског језера и део басена реке Кубањ. Град се налази на око 80 км југозападно од покрајинске престонице Краснодара, односно на неких 12 км источно од града Кримска, седишта Кримског рејона.
Кроз град пролази деоница магистралног друма А146 који повезује Краснодар са Новоросијском на црноморској обали, те железничка пруга на истој релацији.

## Историја
Године 1834. подигнута је Абинска тврђава, руско војничко утврђење саграђено на месту некадашњег адигејског аула (утврђеног села), која се сматра претечом савременог насеља. Само утврђење није било дугог века и убрзо је напуштено, а на његовом месту су 1863. азовски козаци подигли своје насеље, станицу Абинскају.
У децембру 1962. станица Абинскаја добија званичан статус полуурбане радничке варошице и добија име Абински, а већ непуну годину касније добија и статус града, те ново име − Абинск.

## Демографија
Према подацима Националне статистичке службе Русије, у граду Абинску је 2010. пописано 34.928 становника, што је повећање у односу на претходни попис из 2002. за нешто више од хиљаду становника. Према порценама исте службе за 2017. број становника у граду је порастао на 37.749 житеља.
| 1959.  | 1970.  | 1979.  | 1989.  | 2002.  | 2010.  | 2017.  |
| ------ | ------ | ------ | ------ | ------ | ------ | ------ |
| 14.750 | 21.222 | 25.251 | 29.182 | 33.734 | 34.928 | 37.749 |

Град Абинск се према подацима из јануара 2017. налазио на 419. месту међу 1.112 званичних градова Руске Федерације.